# 川东杀俘狂潮

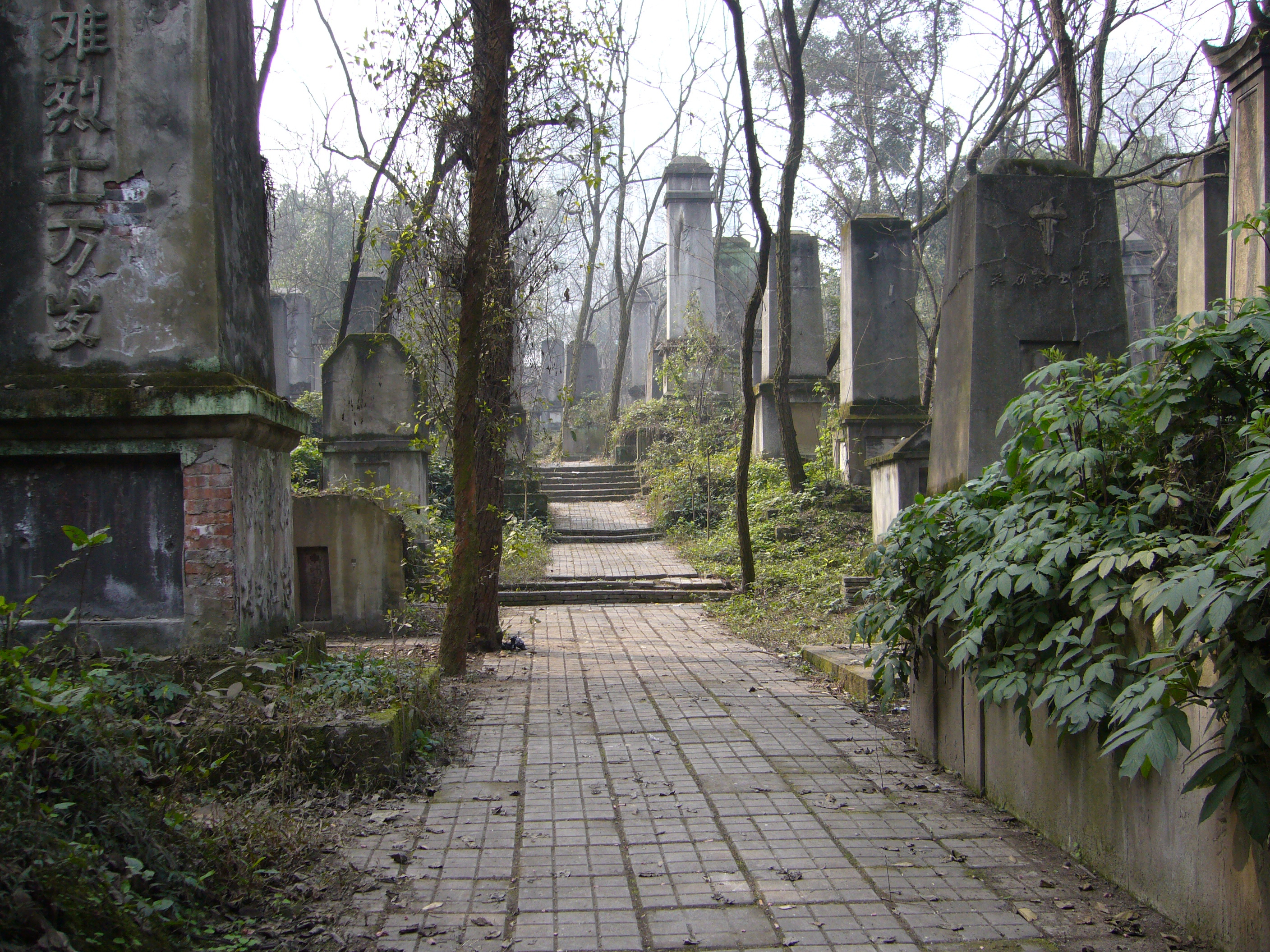
重庆市文革时期隶属于四川省，重庆文革墓群埋葬了400余名重庆大武斗的罹难者。四川武斗期间发生多起大规模杀俘事件。

川东杀俘狂潮，是指中华人民共和国文化大革命时期（1966-1976年），在四川省东部地区（川东）发生的一系列屠杀事件。屠杀事件集中发生于1967年8月-9月间，多为武斗中溃败的“保守派”群众组织对战俘以及“黑五类”和家属进行的报复性屠杀，造成万县地区至少301人死亡、涪陵地区382人死亡。此外，川东江津县发生的“江津杀俘事件”导致14人死亡，该事件因有幸存者接受采访对外披露，在全国范围内造成了一定轰动，惊动北京高层。还有记载称，川东荣昌县的武斗中也曾出现大屠杀，造成100余人死亡，而重庆大武斗期间亦发生了杀俘事件。依据四川省革委会人保组1971年的统计数据，武斗期间，共发生22起较大的武斗杀人事件，杀死（主要是枪毙）的俘虏、探子和“叛徒”总共1737人。

## 历史背景
1966年5月，毛泽东等人在中国大陆发动了文化大革命。1967年，各地群众组织之间开始爆发武斗，7月江青提出“文攻武卫”的口号后，全国武斗迅速升级并进入重武器阶段，有观点认为中国大陆此后进入了“全面内战”的状态。同年7月起，重庆大武斗（文革期间重庆隶属于四川省）、四川泸州武斗等武装冲突相继爆发，造成重大人员伤亡。

## 屠杀事件

### 万县地区

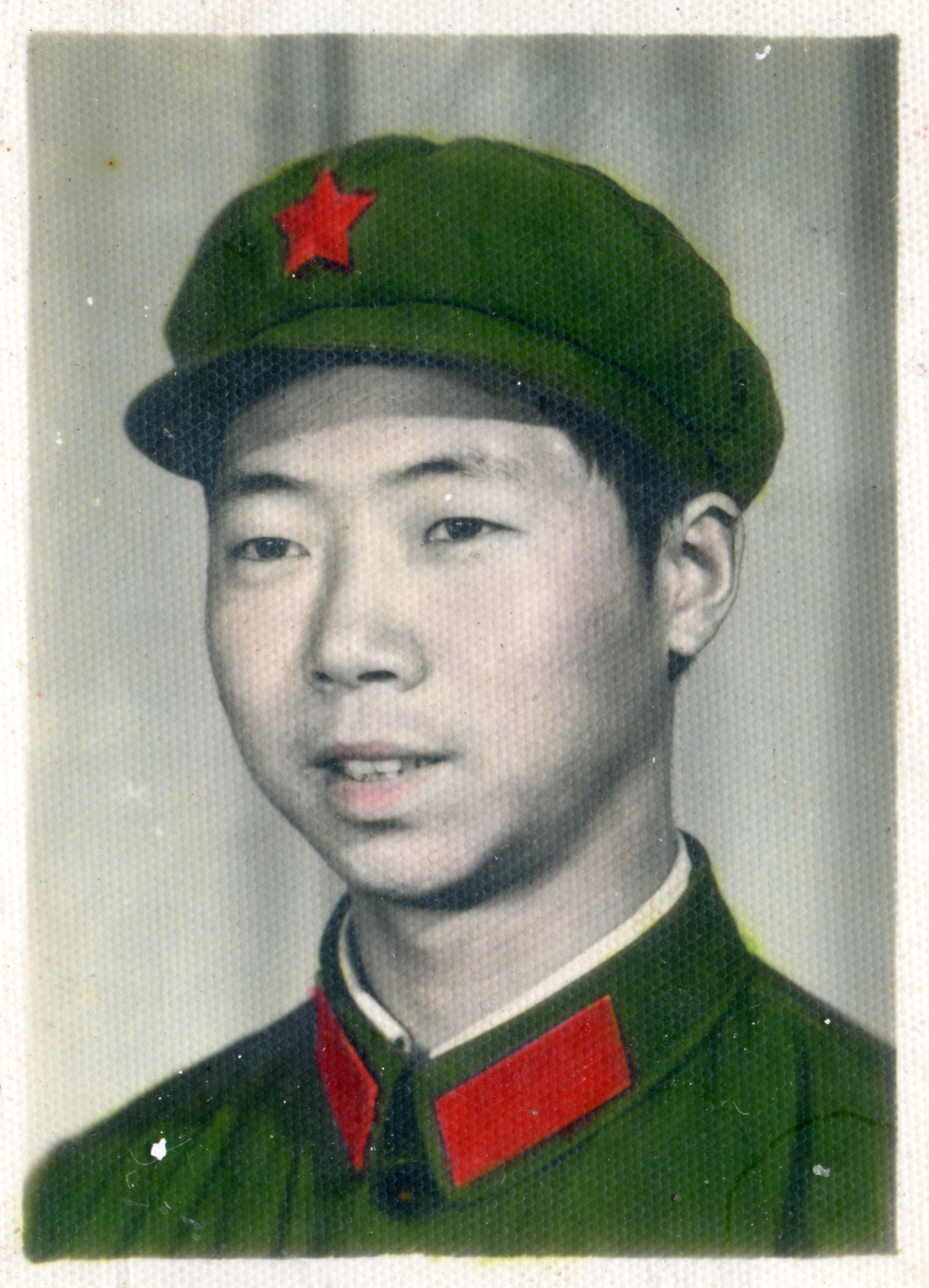
文革时期，四川省东部地区邻水县的军人

1967年8月中旬，四川省万县地区的群众组织“红色派”已经被成都军区和四川省革命委员会筹备小组宣布为“受走资本主义道路的当权派操纵的保守组织”。万县军分区此前支持保守派“红色派”而镇压造反派“赤旗派”，但在1967年5月《中共中央关于处理四川问题的决定》（“红十条”）发布后，被强令转向支持造反派，继而开始武装造反派、武力镇压保守派。 
1967年8月-9月，“红色派”成员四面被重兵包围、退守江南岸，外无救兵且突围无望，在绝望中采取了极端报复性屠杀。万县的新田、白羊、白土、走马、跃进、上游、五桥等七区23个公社的“红色派”成员，以消灭“翻天派”造反组织以及“黑五类”分子为名，在万县市江南岸各乡镇农村大肆杀戮，先后杀害了301人、关押600多人（此为万县地区支左领导小组办公室当时整理的数据），受害人包括孕妇。此外，有人指出，“红色派”于8月上旬在败退万县城时，还曾对关押的“赤旗派”俘虏以及看守所内的囚徒实行了屠杀，造成至少数十人死亡（据万县市地方志办公室等部门于1996年联合编写的《万县市历代战争和灾害》记载，33名在押犯遭到枪击）。在不久后攻打南岸的战斗中，已放下武器的“红色派”也因此有人被当场枪杀。  
1968年，万县地区的云阳县各派武斗期间亦发生了杀俘事件，8月6日一派群众组织攻克云阳县城，抓捕“俘虏”341 人、枪杀32人，而依据中国共产党云阳县委党史研究室所编著的《中国共产党云阳县大事记（1926.8—1995.12）》，“自1967年8月发生武斗至8县1市攻打云阳，全县被打死的共1021人，其中抓捕后杀害的622人。”

### 其它地区
与此同时，1967年8-9月，四川省东部涪陵地区有382名俘虏被杀、江津县的“江津杀俘事件”中有14人被杀。其中，“江津杀俘事件”中的屠杀原本是在极端秘密的情形下进行的，但有一位幸存者逃往成都，经另一派群众组织的报纸采访报道，遂将此事件披露，在全川乃至全国范围内引起一定轰动，甚至惊动了中央文革小组，同时引发两派群众组织争论。
还有记载称，四川省东部荣昌县的武斗中也曾出现大屠杀，造成约150人死亡；而也有资料称，1967年7月31日至8月6日，荣昌县两派共700人左右参加武斗、死亡78人。重庆大武斗期间，亦发生了杀俘事件。

## 屠杀后续
据部分当事人回忆，文化大革命结束后的1977年，有约20-30名曾参与1967年夏万县江南岸屠杀事件的杀人犯被关入万县看守所，这些人绝大多数是贫下中农且随后都被判刑，刑期按杀人数累计、每杀1人判一年，最高判15年封顶（这批犯人共有三人被判了15年刑：其中一人为供销社书记，他因在开会时曾传达了“杀光地富反坏右及家属”的命令而被判刑，而另两人每人所杀之人都超过15个）。但知情者未听说任何一个指使或策划这次大屠杀的人受到追究。
此外，川东杀俘事件中部分参与杀俘的人员曾被判处死缓，譬如原重庆市“反到底派”北碚猛虎团的团长邱开全，因在武斗中有杀俘罪行而在文革期间即被捕入狱，后来被判死缓。

## 延伸阅读
- 罗成胜：《我的造反生涯: 重慶涪陵忠實兵總負責人的回憶 （页面存档备份，存于）》。中國文化傳播出版社（香港），2015年。
- 赵瑜：《虐杀生命 （页面存档备份，存于）》。《昨天》，2014-04-30。
- 《鲜为人知的涪陵文革大屠杀（1-4） （页面存档备份，存于）》。文革与当代史研究网，2010年12月。